# 武雄南インターチェンジ
武雄南インターチェンジ（たけおみなみインターチェンジ）は、佐賀県武雄市にある、西九州自動車道のインターチェンジ。西九州自動車道佐世保方面のみが一般道との出入りが可能なハーフインターチェンジである。
武雄JCTからすぐの地点にあり、武雄南TBが併設されている。武雄JCTから武雄南ICを利用して接続する国道34号は利用できない（国道からICを利用して武雄JCTを利用することもできない）。したがって、長崎自動車道へ乗り入れする場合は武雄北方ICあるいは嬉野市の嬉野ICを利用することになる。なお、当IC - 武雄JCT間は西九州自動車道ではなく、九州横断自動車道長崎大分線（高速自動車国道、長崎自動車道）の一部として整備されている。

## 接続する道路
- E34 長崎自動車道（6番）
- E35 西九州自動車道（1番）

## 料金所
ブース数：4

### 入口
- ブース数：2
  - 一般：1
  - ETC専用:1

### 出口
- ブース数：2
  - 一般：1
  - ETC専用:1

## 周辺
- 武雄温泉
- 嬉野温泉
- 西九州新幹線 嬉野温泉駅
- 塩田津の町並み（重要伝統的建造物群保存地区）

## 歴史
- 1989年11月30日：一般国道35号として、波佐見有田IC - 当IC間開通。
- 1990年1月26日：長崎自動車道として、当IC - 武雄JCT間開通。また、武雄北方IC - 大村IC間開通により、武雄JCTと接続。

## 隣
E35 西九州自動車道
(2) 波佐見有田IC - 武雄南TB / (1) 武雄南IC - (6) 武雄JCT